# Kavaliershaus (Neustrelitz)

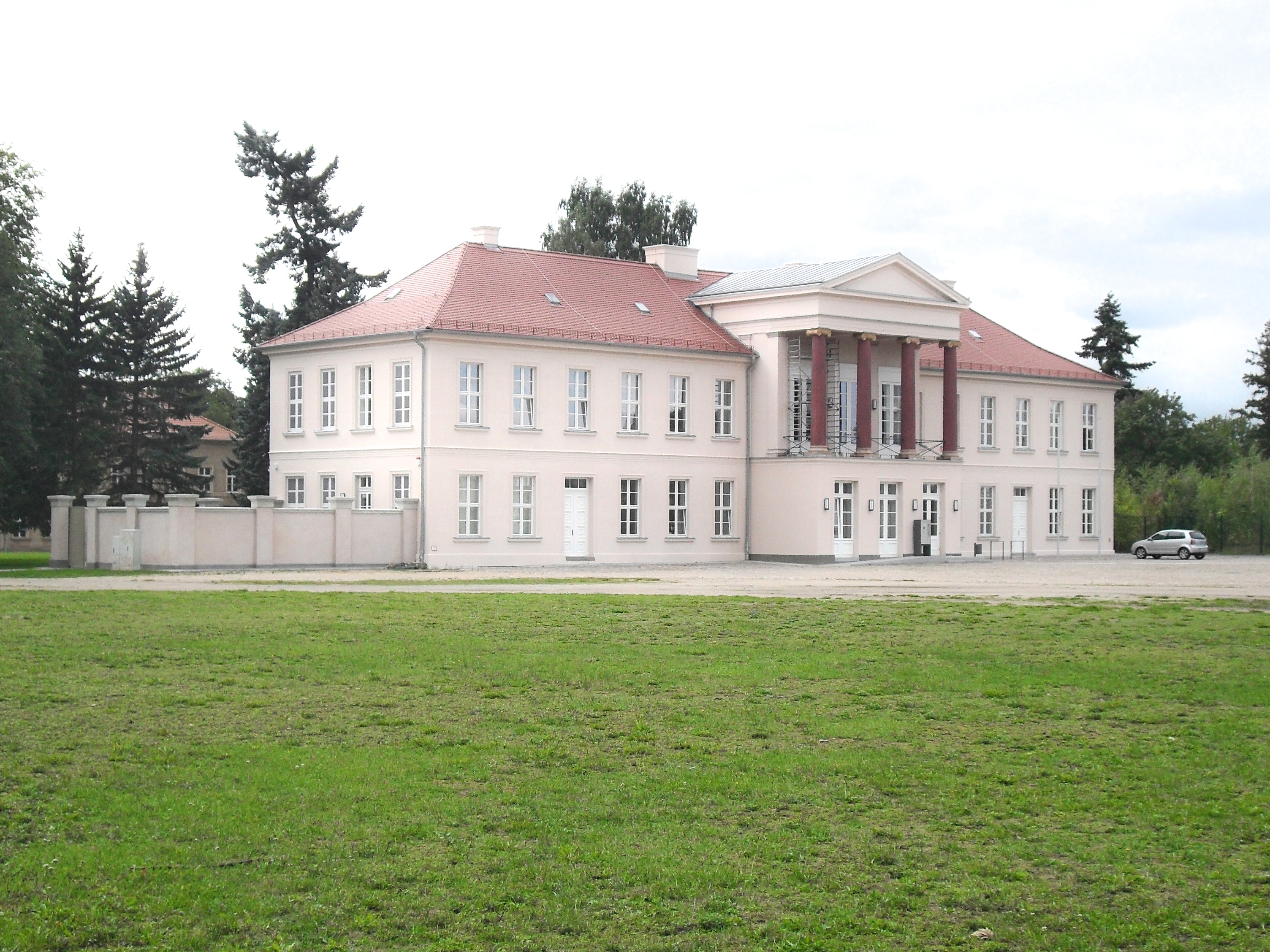

Das ehemalige westliche Kavaliershaus in Neustrelitz (Mecklenburg-Vorpommern), ist ein ehemaliges Kavaliershaus in der Hertelstraße 8 auf dem Schlossberg im östlichen Teil des Schlossparks und stammt als Umbau aus dem Jahr 1834. Es dient seit 2013 dem Straßenbauamt Neustrelitz. 
Das Gebäude steht unter Denkmalschutz.

## Geschichte

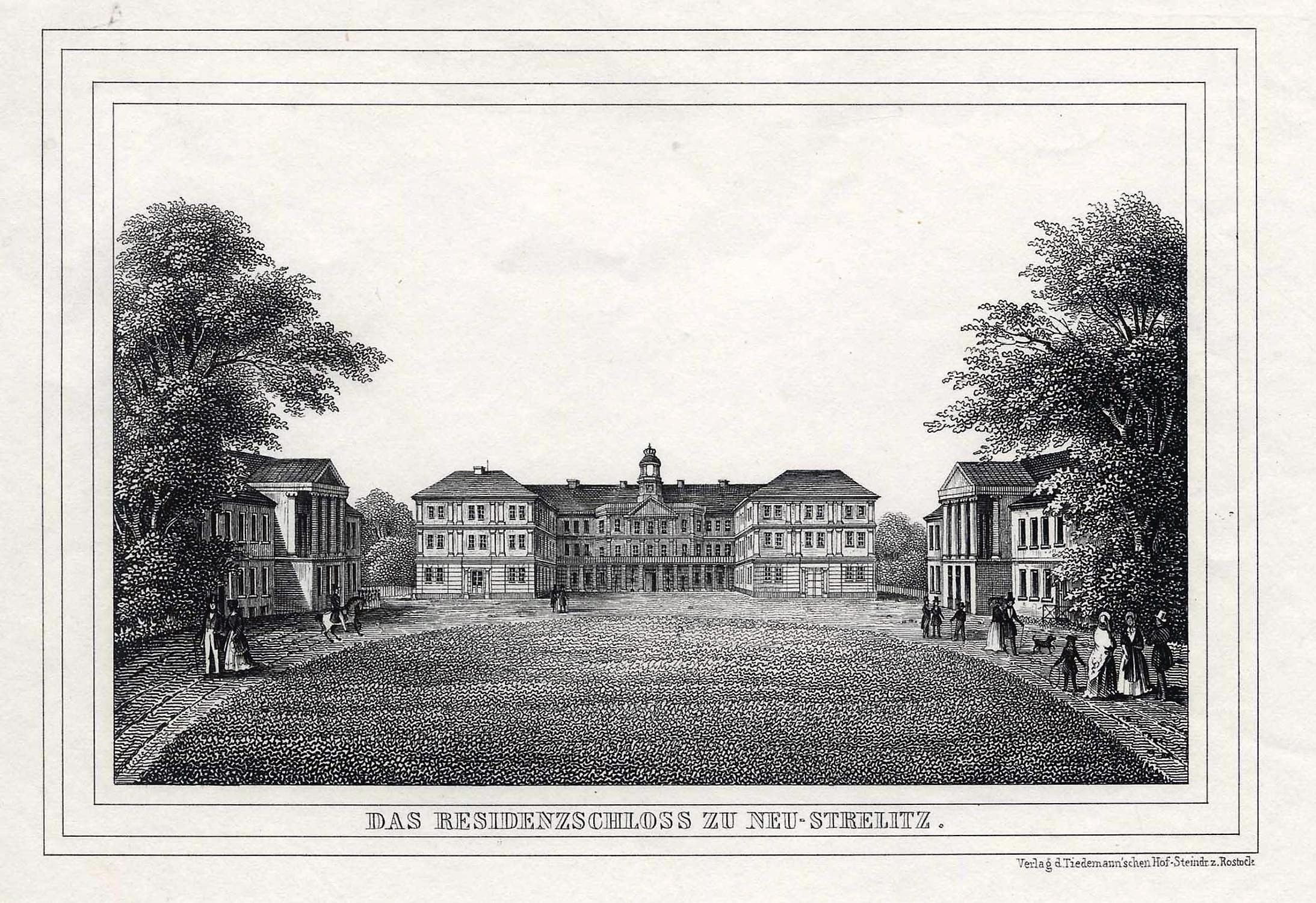
1843: Schloss Neustrelitz sowie westliches und östliches Kavaliershaus

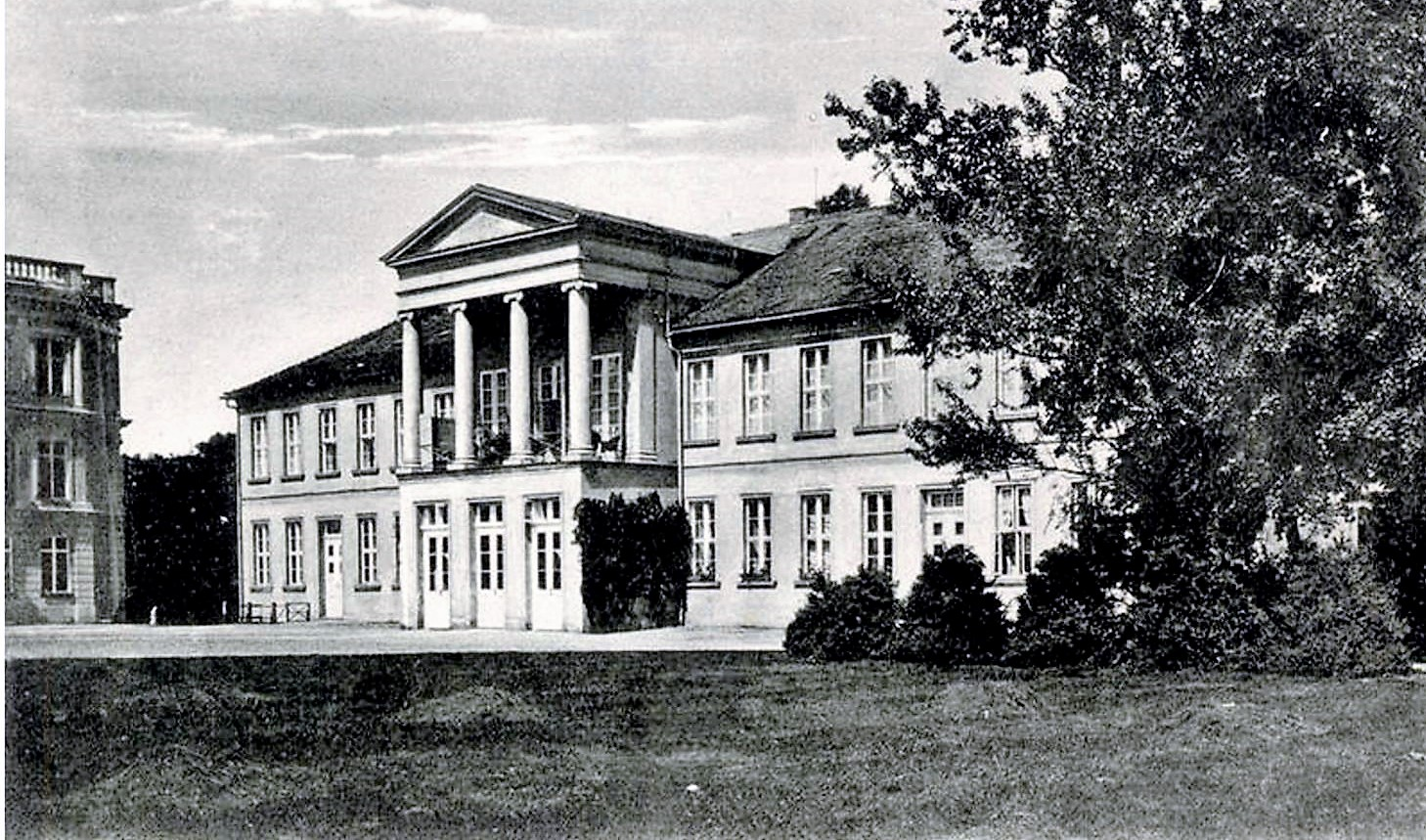
Östliches Kavalierhaus um 1920; 1950 abgerissen

Die Residenzstadt Neustrelitz mit 20.151 Einwohnern (2020) wurde erstmals 1732 erwähnt.
Das Schloss Neustrelitz entstand ab 1726 bis 1731,  es wurde 1865 und 1905 erweitert und umgebaut und brannte 1945 ab. Zwei barocke Kavaliershäuser für die zumeist adeligen Hofbeamten wurden zeitgleich oder danach westlich und östlich vom Schloss im mittleren 18. Jahrhundert gebaut.

Das zweigeschossige 15-achsige nunmehr klassizistische Gebäude mit dem dominanten mittleren Portikus mit den vier roten Säulen aus Ziegeln mit ionischen Kapitellen und dem Mittelrisalit wurde von 1832 bis 1834 nach Plänen von  Schinkel-Schüler Friedrich Wilhelm Buttel umgebaut.

Das östliche zerstörte Pendant wurde wie die wenigen Reste des Schlosses Neustrelitz 1950 abgerissen.
Das durch den Brand verschonte Gebäude wurde nach langem Leerstand und Notsicherung vom Land 2012/13 saniert und umgebaut für die Nutzung als Straßenbauamt Neustrelitz, welches für die Landkreise Mecklenburgische Seenplatte und Vorpommern-Greifswald zuständig ist. Es kann zu festgelegten Tagen im Jahr besichtigt werden.